# Triodopsis henriettae
Triodopsis henriettae är en snäckart som först beskrevs av Mazyck 1877.  Triodopsis henriettae ingår i släktet Triodopsis och familjen Polygyridae. Inga underarter finns listade i Catalogue of Life.